# Берёзовая аллея (Москва)
Берёзовая алле́я — улица в Останкинском районе и районе Отрадное Северо-Восточного административного округа города Москвы. Проходит от проходной Московского института теплотехники до Сельскохозяйственной улицы. Название получила в 1958 году по характеру озеленения.

## Название
В XIX веке предприниматель Иван Кожевников выкупил имение Свиблово, а также соседние сёла Казеево и Леоново. Он построил на этом участке образцовую суконную фабрику, которую посетил Александр I. Перед приездом императора владелец мануфактуры распорядился высадить вдоль дороги от Дмитровского большака до Свиблова свежевыкопанные берёзы, а землю посыпать жёлтым песком. Однако исследователи отмечают, что точный маршрут монарха неизвестен и нельзя утверждать о происхождении топонима благодаря этому факту.
После Октябрьской революции территорию около будущего Отрадного проезда облагородили и застроили деревянными домами. В 1929 году дорогу вдоль этих зданий до Сельскохозяйственной улицы засадили берёзами. 24 октября 1958 года аллея получила название по характеру озеленения. Позднее берёзы заменили тополями.

## Описание
Берёзовая аллея начинается небольшой дорогой у проходной Московского института теплотехники. По нечётной стороне примыкают Отрадный проезд и Олонецкая улица, по чётной — Сигнальный проезд, пересекающий пути электродепо «Владыкино» по путепроводу. Заканчивается улица в месте её пересечения с Сельскохозяйственной улицей и продолжается вдоль путей Малого кольца МЖД как проезд Серебрякова, в том же месте имеются съезды на Северо-Восточную хорду (Московский скоростной диаметр).

## История

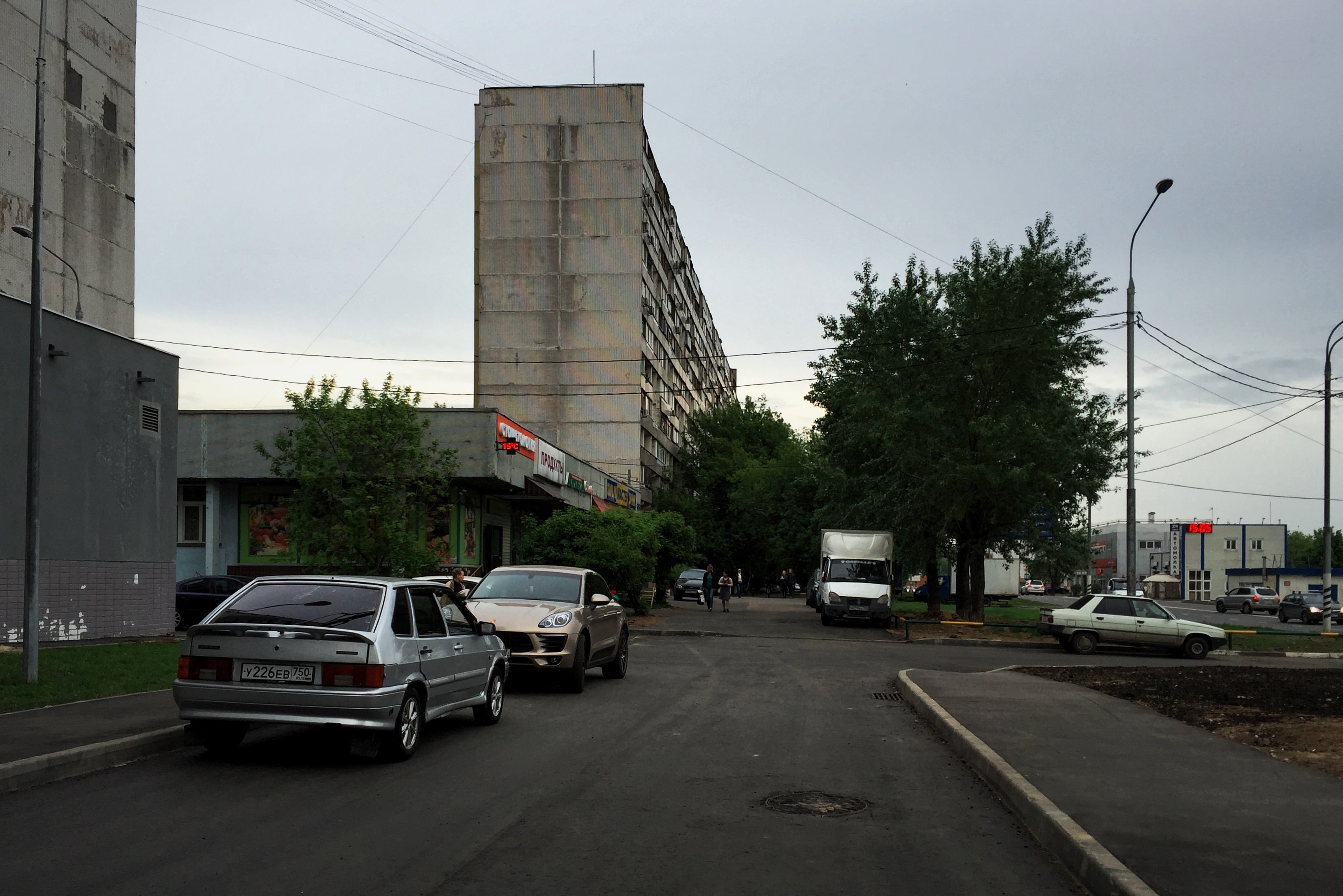
Жилые дома на Берёзовой аллее, 2016 год

В 2001 году на участке земли у пересечения Олонецкой улицы и Берёзовой аллеи планировалось возвести спортивный комплекс «Спартак-Москва». Однако правительство Москвы отказалось от этой идеи и в 2010-м подготовило план перепланировки участка для создания хоккейного центра, велотрека и футбольного стадиона. Через год мэр Москвы Сергей Собянин объявил о строительстве скоростной магистрали «Северо-Западная хорда», которая должна была продублировать отдельные части МКАД и Третьего транспортного кольца. Шоссе планировалось соединить с Северо-Восточной хордой на участке между платной магистралью Москва — Санкт-Петербург и Дмитровским шоссе. Маршрут включал и Берёзовую аллею, вошедшую в участок от Дмитровского до Ярославского шоссе. В 2017 году на этой территории началось строительство дороги, которое планировалось окончить к 2020-му.
В 2015 году началась реставрация Сусоколовского путепровода на Берёзовой аллее. Он был построен в 1956-м через Малое кольцо МЖД и не ремонтировался более полувека. Через пять месяцев после начала работ путепровод решили ликвидировать. В том же году Мосгосстройнадзор утвердил план возведения комплекса водного спорта «Динамо» на пересечении Берёзовой аллеи и Сельскохозяйственной улицы. Согласно документации проект включал создание физкультурно-оздоровительного центра и пяти гостиниц почти на две тысячи номеров. Первый этап работ планировалось окончить к 2019-му. В феврале 2018 года от Берёзовой аллеи обустроили прямую пешеходную дорожку к Главному ботаническому саду.

## Здания и организации
Чётная сторона

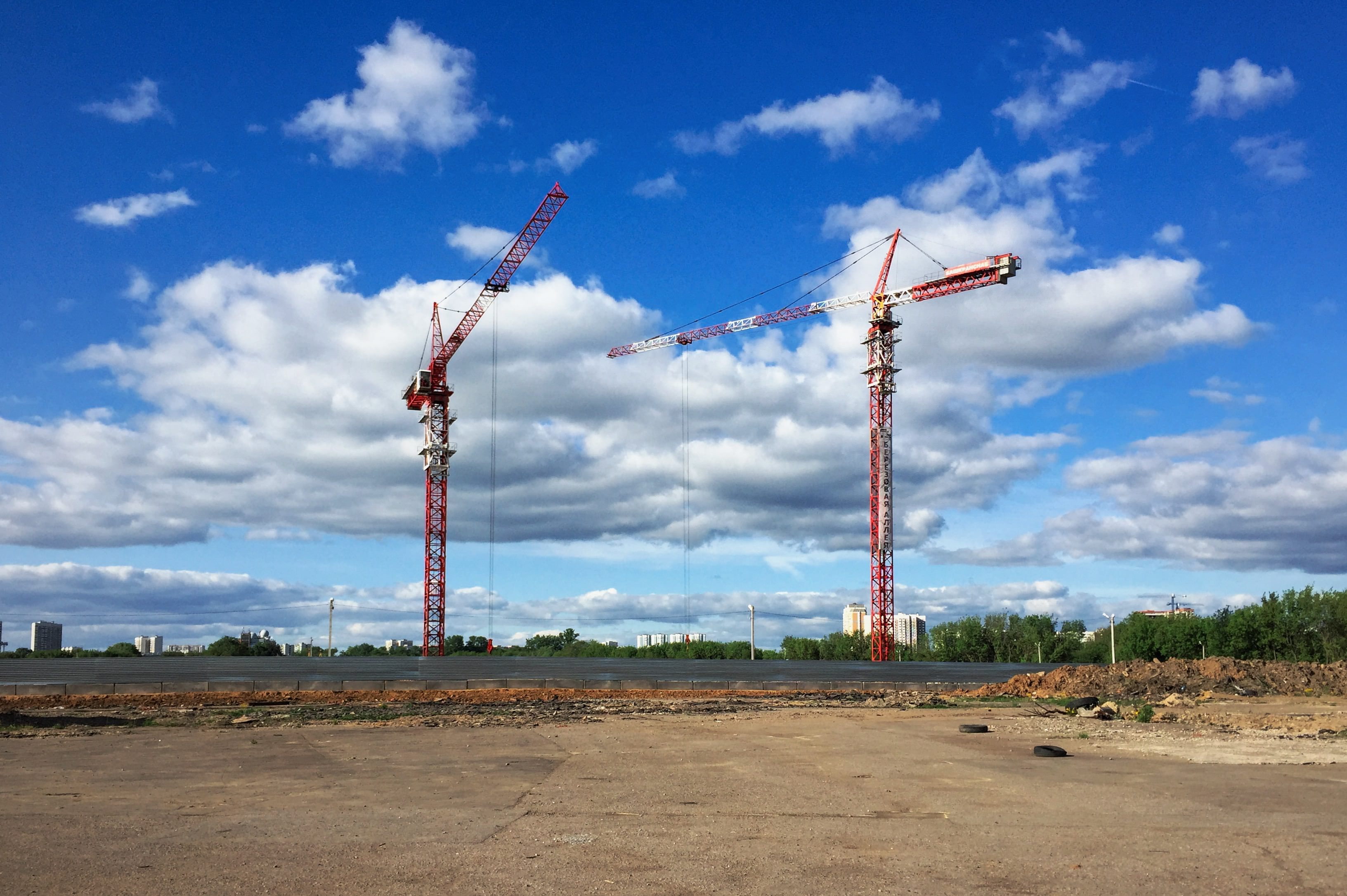
Строительная площадка комплекса водного спорта «Динамо», 2016 год

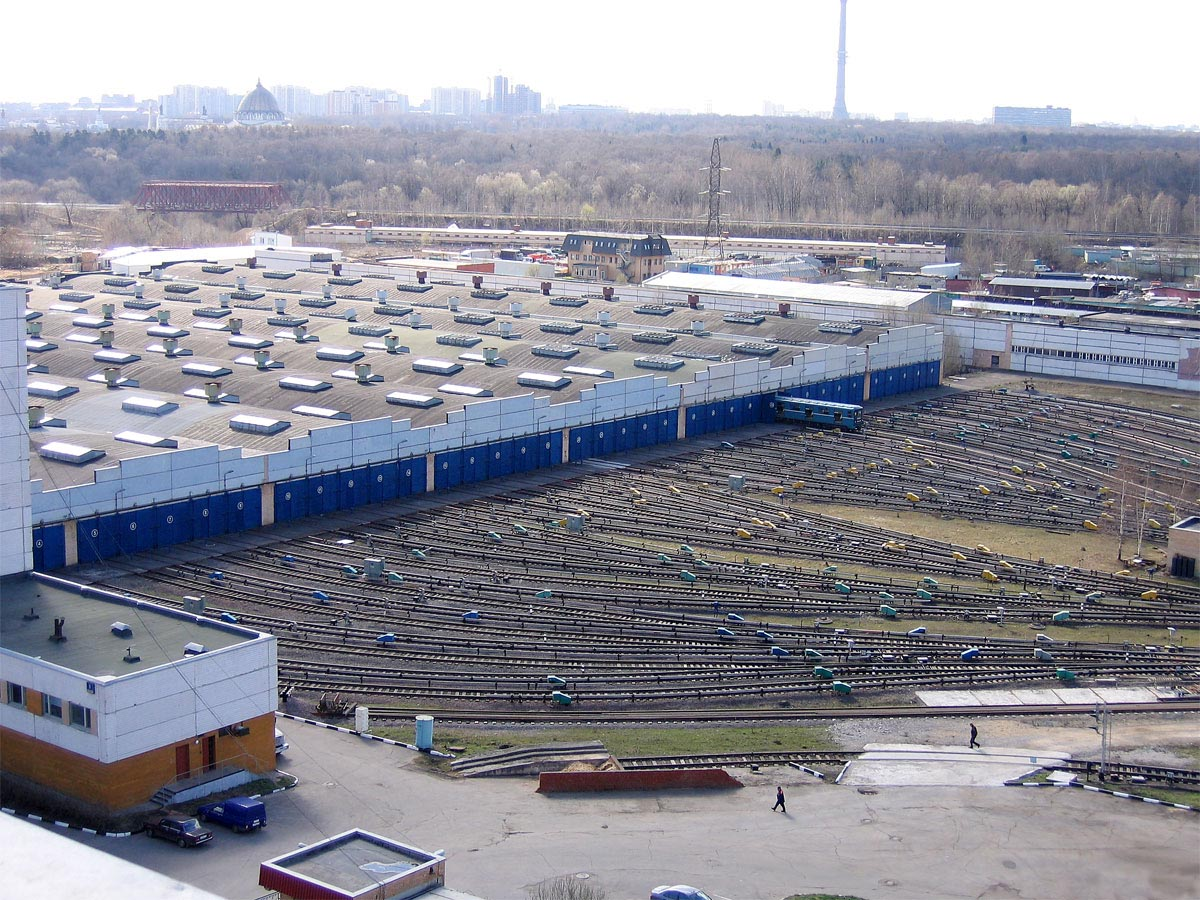
Электродепо «Владыкино» на Берёзовой аллее, 2011 год

- Владение 2 — до середины 2000-х годов территорию занимала строительная ярмарка «На Берёзовой», однако позднее в городской администрации приняли решение ликвидировать объект. В дальнейшем планировалось использовать землю для строительства стадиона. По состоянию на 2013 год участок оставался незастроенным из-за судебных разбирательств с владельцами бывших павильонов[21][22][23].
- 8 — электродепо «Владыкино», открытое в марте 1991 года. Обслуживает Серпуховско-Тимирязевскую линию и состоит из зоны отстоя, 39 ремонтных канав и административного здания[24].
- 10/1 — здание было построено в 1952 году для Московского института теплотехники. На территории предприятия производят военное вооружение и технику, авторефрижераторы, системы центрального водоснабжения и медицинскую аппаратуру. По состоянию на 2018 год строение признано потенциально взрывопожароопасным объектом, поскольку в нём проводились работы с различными красками и кислотами, ацетоном, фенолом, аммиаком[25][26].
- 10/1, корпус 40 — согласно распоряжению правительства Москвы, в 2003 году строение переоборудовали под размещение экспериментальной базы для отработки озонаторных установок[27].

Нечётная сторона
- Владение 5 — в феврале 2007 года правительство Москвы приняло решение разместить на данном участке базу военизированного горноспасательного отряда, относящегося к ФГУП «Металлургбезопасность». Одна из главных обязанностей учреждения — обеспечивать безопасность на подземных стройках города[28][29].
- Владение 5А — с 1982 года участок земли площадью 2,8 гектара занимает гаражный кооператив «Берёзовая аллея»[30].
- 7А — детский сад компенсирующего вида № 1632[31].
- 7Б — с 2002 по 2014 год в здании действовал Институт экономики, финансов и права[32].
- 15Б — школа-интернат № 33 с углублённым изучением физической культуры[31].

## Общественный транспорт
Вдоль чётной стороны улицы в её начале расположено электродепо «Владыкино» Московского метрополитена, обслуживающее Серпуховско-Тимирязевскую линию.

### Внеуличный транспорт

#### Станцииметро
- Отрадное
- Владыкино
- Ботанический сад

#### СтанцииМосковского центрального кольца
- Владыкино
- Ботанический сад

### Наземный транспорт

#### Автобусы
- 134:  Ботанический сад — Берёзовая аллея — Юрловский проезд
- 238:  Окружная —  Владыкино — Берёзовая аллея —  Отрадное —  Бабушкинская — Станция Лосиноостровская
- 628: Ясный проезд —  Свиблово —  Ботанический сад — Берёзовая аллея —  Отрадное

#### Электробусы
- 33: Рижский вокзал —  Алексеевская —  ВДНХ — Берёзовая аллея —  Владыкино
- 154:  ВДНХ — Берёзовая аллея —  Владыкино —  Окружная —  Верхние Лихоборы — Платформа Грачёвская